# ديميتري بورياك
ديميتري بورياك هو منافس ألعاب قوى روسي، ولد في 5 يونيو 1987.

## وصلات خارجية
- ديميتري بورياك على موقع الاتحاد الدولي لألعاب القوى (الإنجليزية)